# Dalida chante les Grands Auteurs
Dalida chante les Grands Auteurs è una raccolta postuma della cantante italo-francese Dalida, pubblicata il 29 ottobre 2002 da Universal Music France.
Si tratta del secondo CD estratto dal cofanetto L'Original - 15 ans déjà..., creato per i quindici anni dalla scomparsa dell’artista, corrispondente al disco numero due del box.
Contiene venti brani interpretati da Dalida e scritti da autori famosi, quali Charles Aznavour, Léo Ferré, Jacques Brel e Serge Lama.

## Tracce
1. La mer (testo: Charles Trenet)
2. La vie en rose (versione 1976) (testo: Édith Piaf)
3. Amoureuse de la vie (testo: Gilbert Bécaud)
4. La mamma (testo: Charles Aznavour)
5. Que sont devenues les fleurs (testo: Guy Béart)
6. Une vie (testo: Michel Legrand)
7. Avec le temps (testo: Léo Ferré)
8. Une femme à quarante ans (testo: Didier Barbelivien)
9. Marjolaine (testo: Francis Lemarque)
10. Quand on n'a que l'amour (versione 1979) (testo: Jacques Brel)
11. Il pleut sur Bruxelles (omaggio a Jacques Brel)
12. Mon frère le soleil (testo: Mikīs Theodōrakīs)
13. Je suis malade (testo: Serge Lama)
14. La fille aux pieds nus (testo: Georges Moustaki)
15. Chanter les voix (testo: Michel Sardou)
16. Le petit bonheur (testo: Félix Leclerc)
17. Je préfère naturellement (testo: Serge Gainsbourg)
18. Pour qui pour quoi (testo: Francis Lai)
19. Deux colombes (testo: Gianni Esposito)
20. Mon cœur va (testo: Charles Dumont)